# Boronia bipinnata
Boronia bipinnata är en vinruteväxtart som beskrevs av Lindley. Boronia bipinnata ingår i släktet Boronia och familjen vinruteväxter. Inga underarter finns listade i Catalogue of Life.